# Lismore (Irlande)
Pour les articles homonymes, voir Lismore.
Lismore (Lios Mór en irlandais, grand site fortifié), est une ville de la province de Munster, en Irlande.

## Géographie

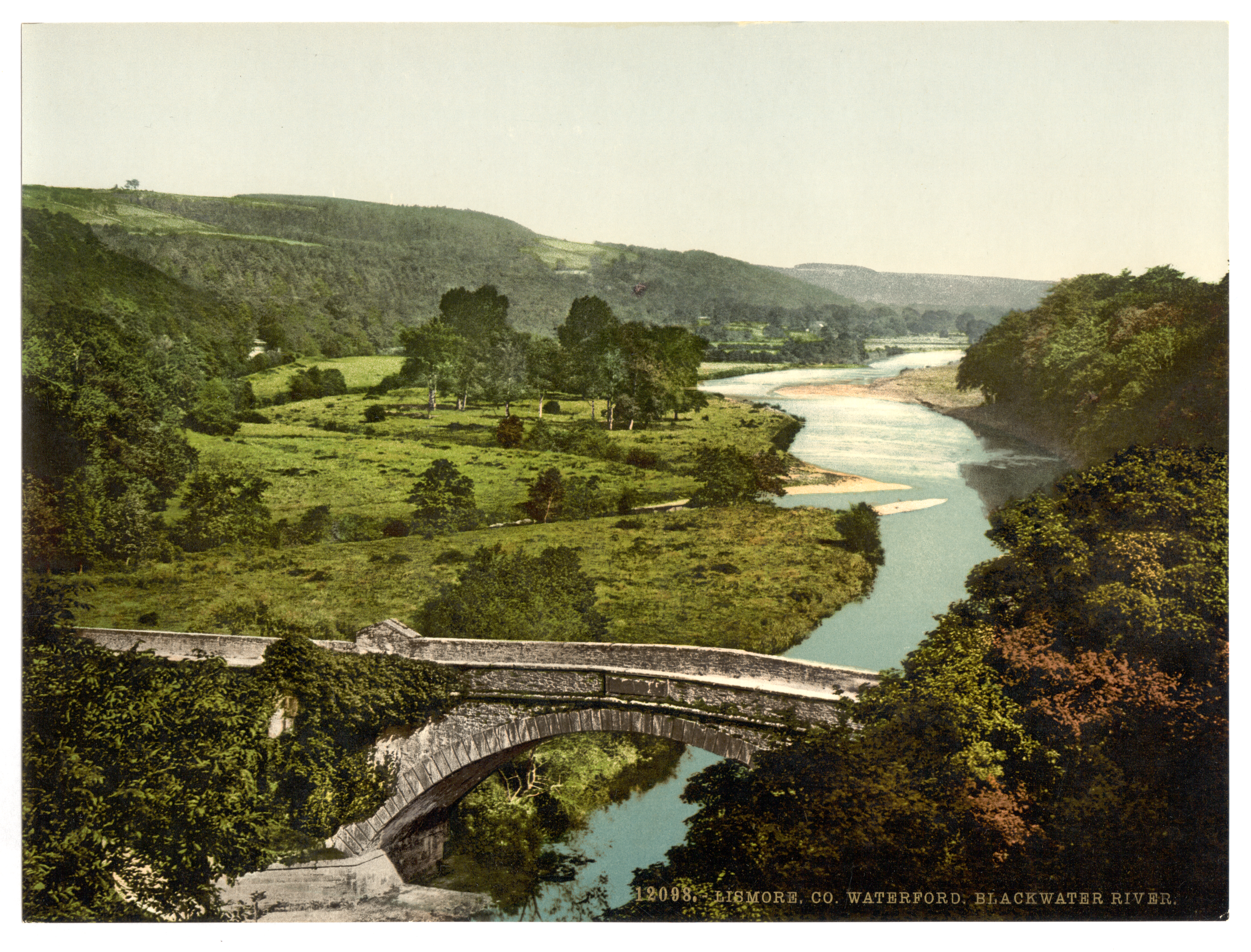
Le pont sur la Blackwater, carte postale, entre 1890 et 1900.

Lismore est située à l'ouest du comté de Waterford, au passage de la route N72 sur la River Blackwater au pied des Knockmealdown Mountains (en irlandais : Sléibhte Chnoc Mhaoldomhnaigh), la chaîne de montagnes qui sépare les comtés de Tipperary et de Waterford.

## Démographie
Au recensement de 2022, Lismore comptait 1 347 habitants.
| 1813  | 1821  | 1831  | 1841  | 1851  | 1861  | 1871  | 1881  | 1891  | 1901  |
| ----- | ----- | ----- | ----- | ----- | ----- | ----- | ----- | ----- | ----- |
| 1 569 | 2 330 | 2 894 | 3 007 | 2 319 | 2 085 | 1 946 | 1 860 | 1 632 | 1 583 |

| 1911  | 1926  | 1936  | 1946  | 1951  | 1956 | 1961  | 1966  | 1971  | 1981  |
| ----- | ----- | ----- | ----- | ----- | ---- | ----- | ----- | ----- | ----- |
| 1 474 | 1 363 | 1 194 | 1 174 | 1 089 | 893  | 1 069 | 1 046 | 1 041 | 1 119 |

| 1986  | 1991  | 1996  | 2002  | 2006  | 2011  | 2016  | 2022  | - | - |
| ----- | ----- | ----- | ----- | ----- | ----- | ----- | ----- | - | - |
| 1 085 | 1 095 | 1 095 | 1 182 | 1 240 | 1 369 | 1 374 | 1 347 | - | - |

## Transports

### Transports en bus
Depuis décembre 2015, la fréquence du service de bus Local Link (anciennement appelé Déise Link) a considérablement diminué. Un abribus a été installé dans la ville. Quatre services par jour dans les deux sens, sont disponibles, du lundi au samedi, à destination de Dungarvan via Cappoquin, avec un service de banlieue. Les correspondances vers Waterford et Rosslare Europort sont disponibles à Dungarvan. Dans l’autre direction, il existe quatre services vers et depuis Tallow où des correspondances se trouvent pour Fermoy,.

## Culture
- Blackwater Valley Opera Festival, festival annuel de musique classique et d'opéra organisé à Lismore.
- Le château de Lismore, demeure des ducs de Devonshire en Irlande.

## Galerie

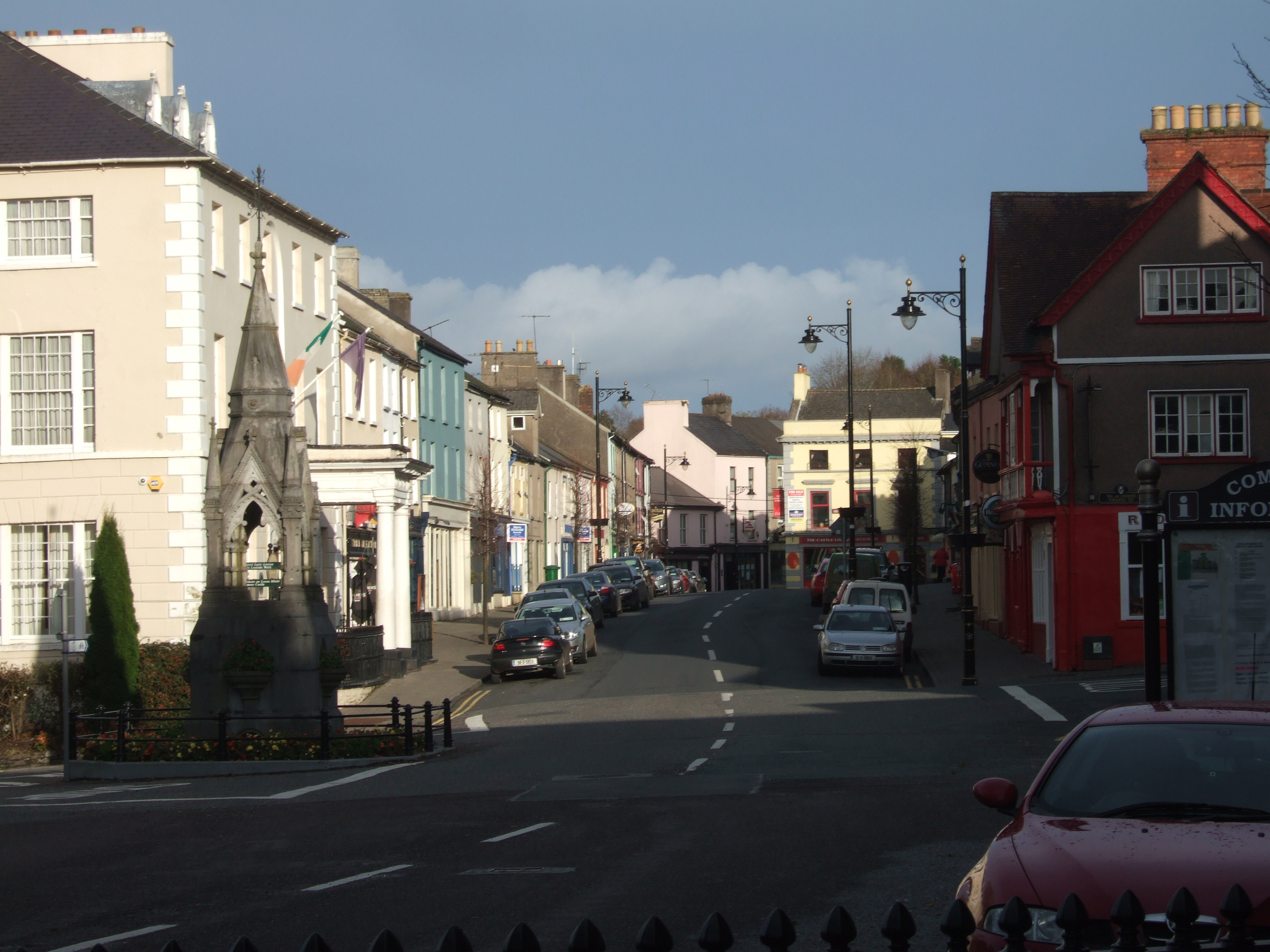
Le centre-ville.
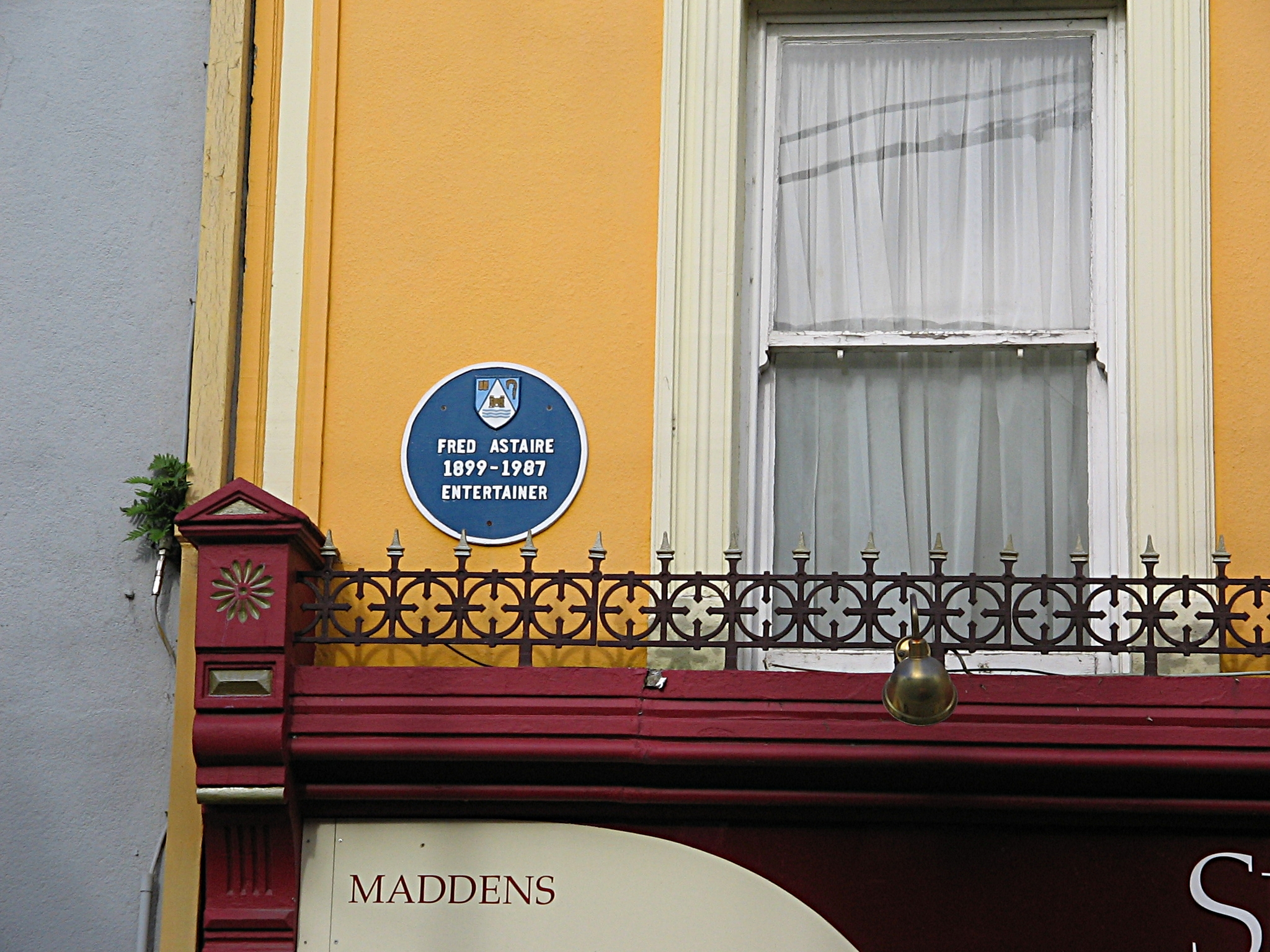
Memorial à Fred Astaire sur le mur du Madden's Summerhouse Cafe.
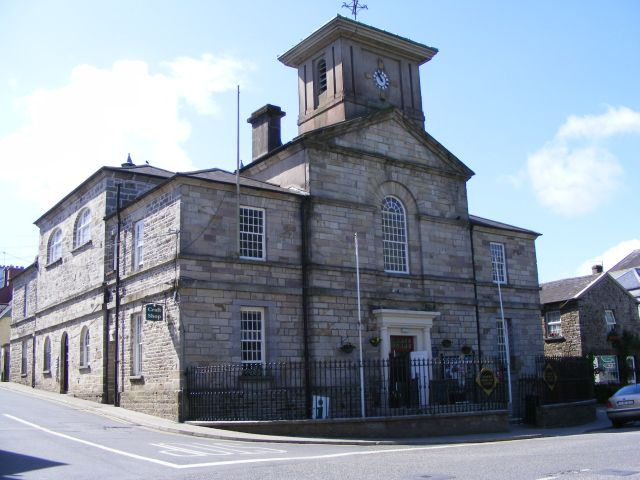
Office de tourisme.
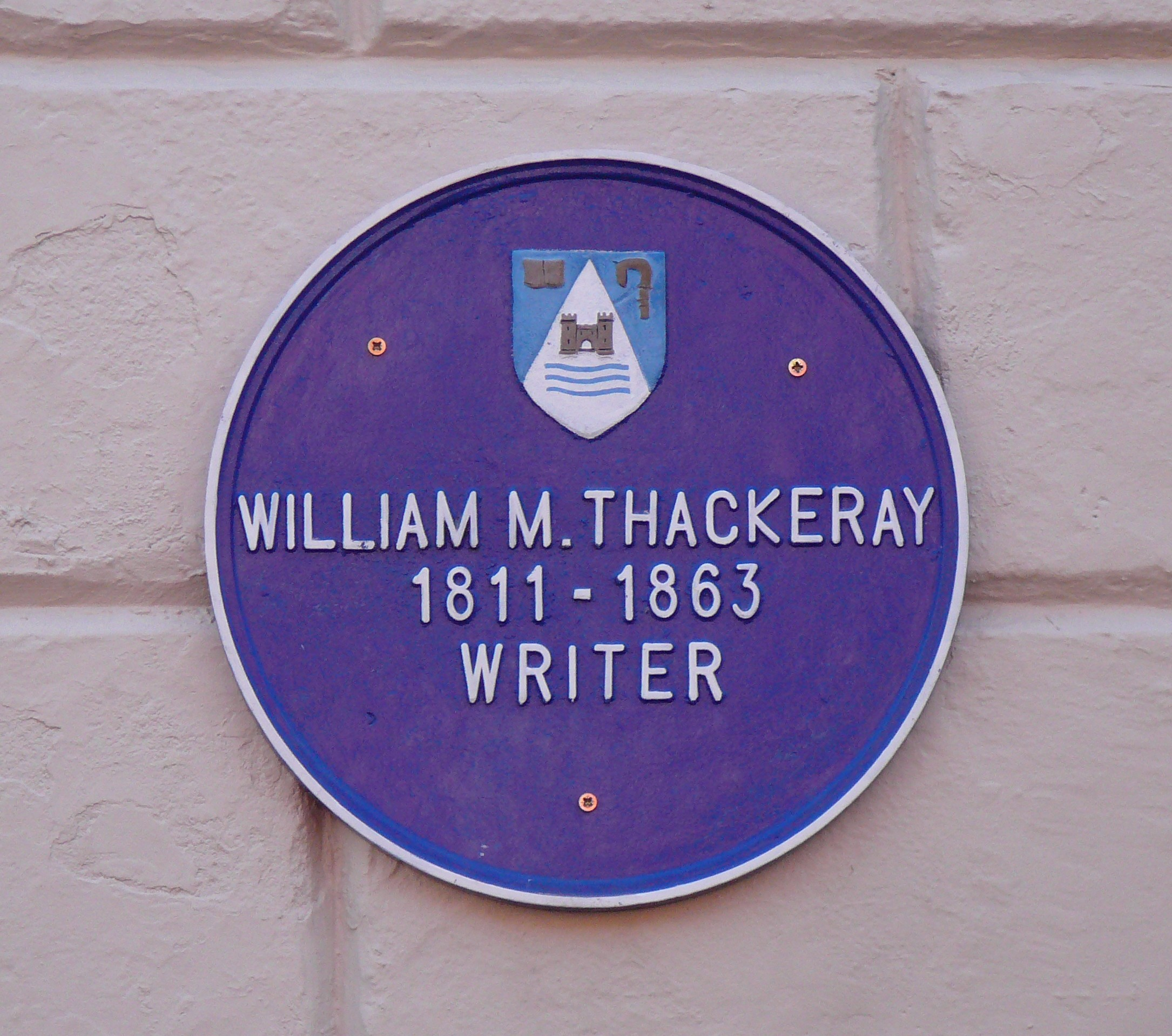
William M. Thackeray, plaque sur le mur du Lismore House Hotel, Main Street.
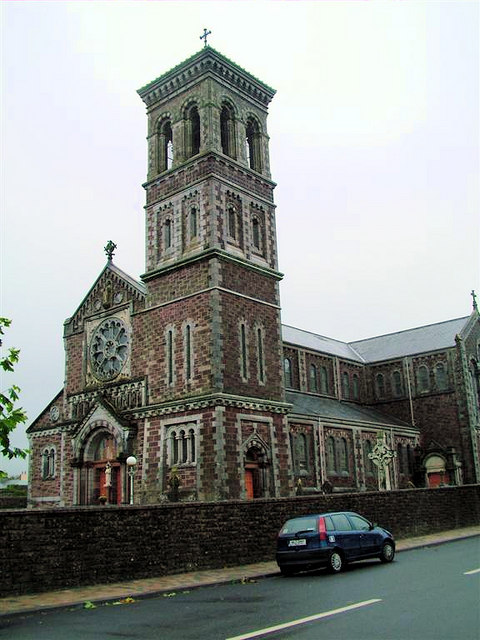
L'église catholique Saint-Carthage.
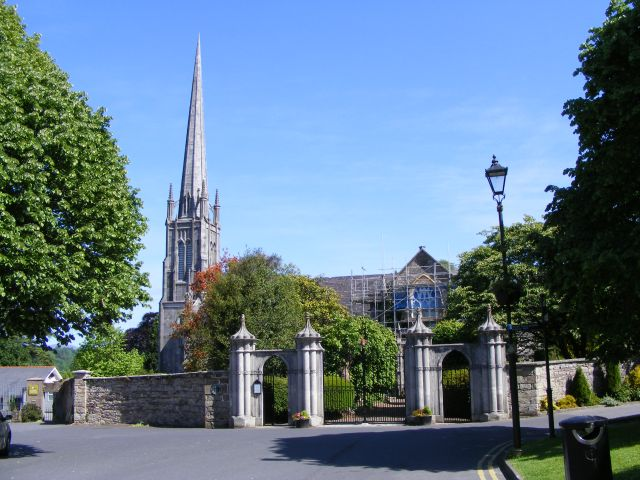
La cathédrale anglicane.

## Source
- (en) Cet article est partiellement ou en totalité issu de l’article de Wikipédia en anglais intitulé « Lismore » (voir la liste des auteurs).